# Центр пам'яткознавства НАН України і УТОПІК
Центр пам'яткознавства НАН України і УТОПІК (Центр пам'яткознавства Національної академії наук України і Українського товариства охорони пам'яток історії та культури) — науково-дослідна установа, діяльність якої спрямована на поглиблення теоретико-методичного рівня пам'яткознавчих студій та пам'яткоохоронної діяльності в Україні.

## Історія створення
Центр пам'яткознавства створений 23 травня 1991 року за спільною постановою № 151  Академії наук України і  Українського товариства охорони пам'яток історії та культури. Є самостійною бюджетною неприбутковою науково-дослідною установою з правами юридичної особи. Входить до складу Відділення історії, філософії та права НАН України, яке забезпечує науково-методичне керівництво дослідженнями Центру.

## Завдання
Головними завданнями Центру пам'яткознавства є:
- здійснення фундаментальних і прикладних досліджень з метою одержання нових знань у галузі пам'яткознавства та охорони  культурної спадщини України;
- розробка проектів нормативних документів та методичних рекомендацій з питань охорони, збереження і використання  пам'яток культурної спадщини.

## Діяльність
Діяльність Центру пам'яткознавства має широкий спектр теоретичних і практичних напрямків:
- Центр організовує і проводить науково-дослідні  експедиції з виявлення і дослідження історико-культуних пам'яток;
- розробляє системні основи популяризації пам'яток, навчання і виховання населення щодо завдань збереження та відродження історико-культурного надбання України;
- надає науково-методичну допомогу зацікавленим міністерствам і відомствам,  засобам масової інформації;
- Центр вивчає і узагальнює досвід діяльності установ і організацій, що здійснюють роботу у сфері охорони, використання, реставрації пам'яток історії і культури;
- проводить науково-методичне забезпечення організації експозицій  музеїв;
- здійснює підготовку та видання  наукових, науково-методичних і популярних видань з проблем охорони та використання культурної спадщини.

Серед основних напрямів досліджень Центру пам'яткознавства:
- історія та теорія пам'яткознавства;
- об'єкти культурної спадщини, проблеми їх історії, охорони,  консервації,  реставрації та  музеєфікації;
- музеєзнавство;
- церковне пам'яткознавство, історія  церков і монастирів;
- некрополі України;
- нерухомі пам'ятки  українського козацтва;
- топоніміка і картографія;
- діячі пам'яткознавства.

### Основні досягнення Центру
- Становлення нового наукового напряму, що отримав офіційне визнання  ВАК України — «пам'яткознавство» (шифр 17.00.08.)[1]
- Згуртування навколо Центру широкого кола науковців та пам'яткоохоронців для вирішення проблем охорони та популяризації культурної спадщини України.
- Підготовка та видання десятків  монографій, збірників наукових праць з висвітленням досліджень культурної спадщини України.
- Вдосконалення діяльності та розширення мережі пам'яткоохоронних закладів, зокрема, музеїв.
- Завдяки участі в роботі комісій  Верховної ради України по підготовці проектів Законів України щодо культурної спадщини.
- Центром вдосконалена класифікація видів об'єктів культурної спадщини і розширена кількість тих, що підлягають охороні.

### Співробітництво
Центр пам'яткознавства координує наукову діяльність з міжнародними установами Західної Європи та СНД, Міністерствами, комітетами, науковими закладами, музеями, заповідниками та громадськими організаціями усіх регіонів України.

### Наукові конференції
Центр пам'яткознавства є засновником і організатором (співорганізатором) наукових та науково-практичних конференцій, наукових читань, які проводяться: щорічно:
- «Нові дослідження пам'яток козацької доби в Україні», Київ, всеукраїнська, з 1991 р.;
- «Актуальні питання історії науки і техніки», місце проведення варіюється, всеукраїнська, з 2001 р.;
- «Сіверщина в історії України», м. Глухів Сумської обл., всеукраїнська, з 2002 р. (Центр пам'яткознавства спіорганізатор з 2009 р.);

що два роки:
- «Український технічний музей: історія, досвід, перспективи», місце проведення варіюється, всеукраїнська, з 2002 р. (до 2008 р. — щорічна);
- «Технічний музей: історія, досвід, перспективи», Київ, міжнародна, з 2008 р.;
- «Зарембівські читання», Київ, всеукраїнські, з 2007 р.;
- «Спаські читання», м. Ніжин Чернігівської обл., міжнародні, з 2010 р.

### Видавнича діяльність
Центр пам'яткознавства є засновником (співзасновником) і видавцем (співвидавцем) наступних періодичних, продовжуваних і серійних видань: збірки наукових праць:
- «Праці Центру пам'яткознавства» — фахове видання з історичних наук і мистецтвознавства, засноване у 1991 р., видавалось 1 раз, з 2007 р. — 2 раз на рік.
- «Ніжинська старовина» — фахове видання з історичних наук, засноване у 2005 р., 2 номери на рік;
- «Сіверщина в історії України» — фахове видання з історичних наук, засноване у 2009 р. спільно з  Національним заповідником «Глухів», видається 1 раз на рік;
- «Нові дослідження пам'яток козацької доби в Україні» — видається щорічно з 1991.

наукові журнали:
- «Питання історії науки і техніки» — фахове видання з історичних наук, видається з 2007 р. 4 рази на рік;

науково-популярні журнали:
- «Відлуння віків» — з 2005 р. спільно з УТОПІК видається 2 рази на рік.

науково-популярні газети:
- «Ніжинські старожитності» — з 2011 р. спільно з  Ніжинським краєзнавчим музеєм імені Івана Спаського, видається 4 рази на рік.

серійні видання:
- «Біобіліографічні покажчики» — заснований 2011 р.;
- «Сакральні пам'ятки України» — заснований 2011 р.

Центр пам'яткознавства у 1992 р. був засновником і в 1992—2002 р. видавцем відновленого дореволюційного часопису «Київська старовина».

## Структура Центру пам'яткознавства
- Вчена рада (голова — к.і.н. О. М. Титова, вчений секретар — к.і.н. А. О. Горькова)[2]
- Спеціалізований науковий семінар із проблем пам'яткознавства і музеєзнавства (керівник — д.тех.н. Л. О. Гріффен, секретар — Г. М. Бичковська)

### Відділи
- Відділ культурної спадщини (керівник — к.і.н. О. М. Титова);

Сектори:
- пам'яток археології (керівник — к.і.н. О. М. Титова);
- пам'яток архітектури і мистецтва (керівник — к.архіт. Б. В. Колосок);
- церковного пам'яткознавства (керівник — к.і.н. Н. М. Сенченко);

- Відділ історичного пам'яткознавства (керівник — к.тех.н. В. О. Константинов, вчений секретар — С. Ю. Зозуля);

Сектори:
- пам'яток науки і техніки (керівник — д.тех.н. Л. О. Гріффен).

При Центру пам'яткознавства діє аспірантура (керівник — к.і.н. Сенченко Н. М.) і Спеціалізована вчена рада із захисту дисертацій за спеціальністю «26.00.05 — Музеєзнавство. Пам'яткознавство» (голова — д.і.н. Л. М. Бєсов, заступник голови — д.тех.н. Л. О. Гріффен, вчений секретар — к.і.н. Н. М. Сенченко)

### Регіональні відділення
- Східно-регіональне, м. Харків (керівник — д.і.н. С. І. Посохов);
- Кримське, м. Сімферополь, АР Крим (керівник — д.і.н. А. А. Непомнящий);
- Бахмутське, м. Часів Яр Донецької обл. (керівник — к.і.н. С. Й. Татаринов).

### Керівництво Центру пам'яткознавства
- Директор: Олена Миколаївна Титова, кандидат історичних наук, доктор філософії, старший науковий співробітник, доцент, Заслужений працівник культури України.
- Вчений секретар: Анастасія Олексіївна Горькова, кандидат історичних наук.